# Lodranity
Lodranity (Łodranity) – według klasyfikacji grupa meteorytów należąca do meteorytów żelazno-kamiennych. W swoim składzie posiadają ziarna oliwinu i piroksenu podobnie jak urelity, ale z domieszką około 20% okruchów metalu. Meteoryty tej grupy są rzadko spotykane. Nazwę tej grupie dał meteoryt, który spadł 1 października 1868 w miejscowości Lordan na terenie dzisiejszego Pakistanu.